# Phytocoris dreisbachi
Phytocoris dreisbachi är en insektsart som beskrevs av Knight 1974. Phytocoris dreisbachi ingår i släktet Phytocoris och familjen ängsskinnbaggar. Inga underarter finns listade i Catalogue of Life.